# Matelândia (ort)
Matelândia är en ort i Brasilien.   Den ligger i kommunen Matelândia och delstaten Paraná, i den södra delen av landet, 1 200 km sydväst om huvudstaden Brasília. Matelândia ligger 491 meter över havet och antalet invånare är 10 816.
Terrängen runt Matelândia är kuperad österut, men västerut är den platt. Närmaste större samhälle är Medianeira, 11,5 km sydväst om Matelândia.
Omgivningarna runt Matelândia är en mosaik av jordbruksmark och naturlig växtlighet. Runt Matelândia är det glesbefolkat, med 20 invånare per kvadratkilometer.